# Tour Genex
La tour Genex (en serbe Кула Генекс et Kula Geneks), officiellement appelée porte occidentale de Belgrade (en serbe : Западна Капија Београда et Zapadna Kapija Beograda) est un gratte-ciel situé à Belgrade, la capitale de la Serbie. Elle est située dans le quartier du Blok 33 dans la municipalité de Novi Beograd.

## Présentation
La tour Genex est un ensemble de deux tours reliées entre elles par un restaurant tournant. Par sa hauteur (115 m), elle arrive en seconde position à Belgrade, après la tour Ušće. Elle a été dessinée en 1977 par l'architecte Mihajlo Mitrović ; elle est caractéristique du style brutaliste.
L'une des tours est occupée par les bureaux du groupe Genex, ce qui lui a donné son nom familier de tour Genex. Officiellement, elle a été nommée Porte occidentale de Belgrade et conçue comme un portique monumental destiné à accueillir les voyageurs en provenance de l'aéroport Nikola-Tesla, d'où elle est parfaitement visible. La seconde tour est résidentielle.

## Galerie

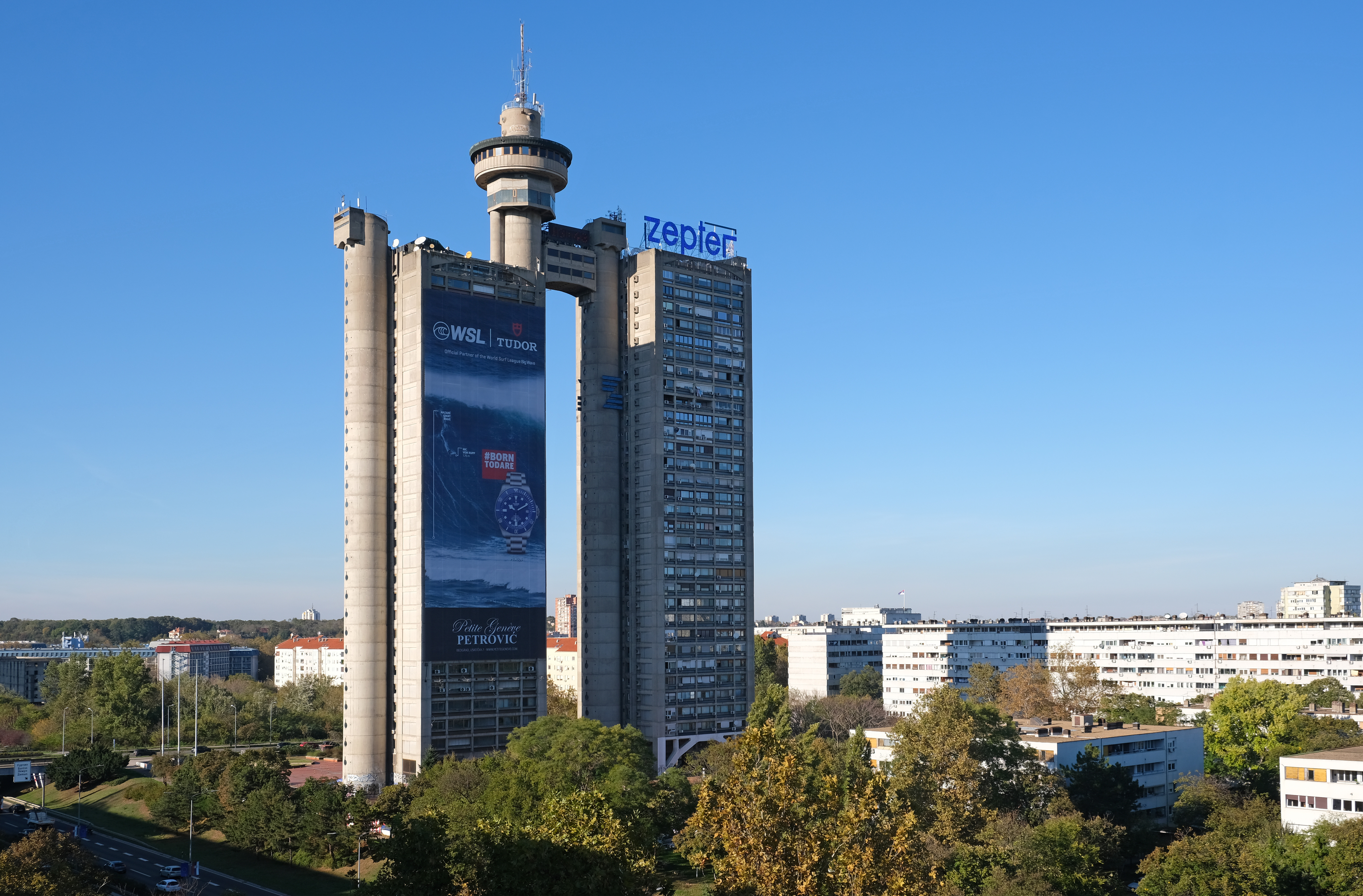
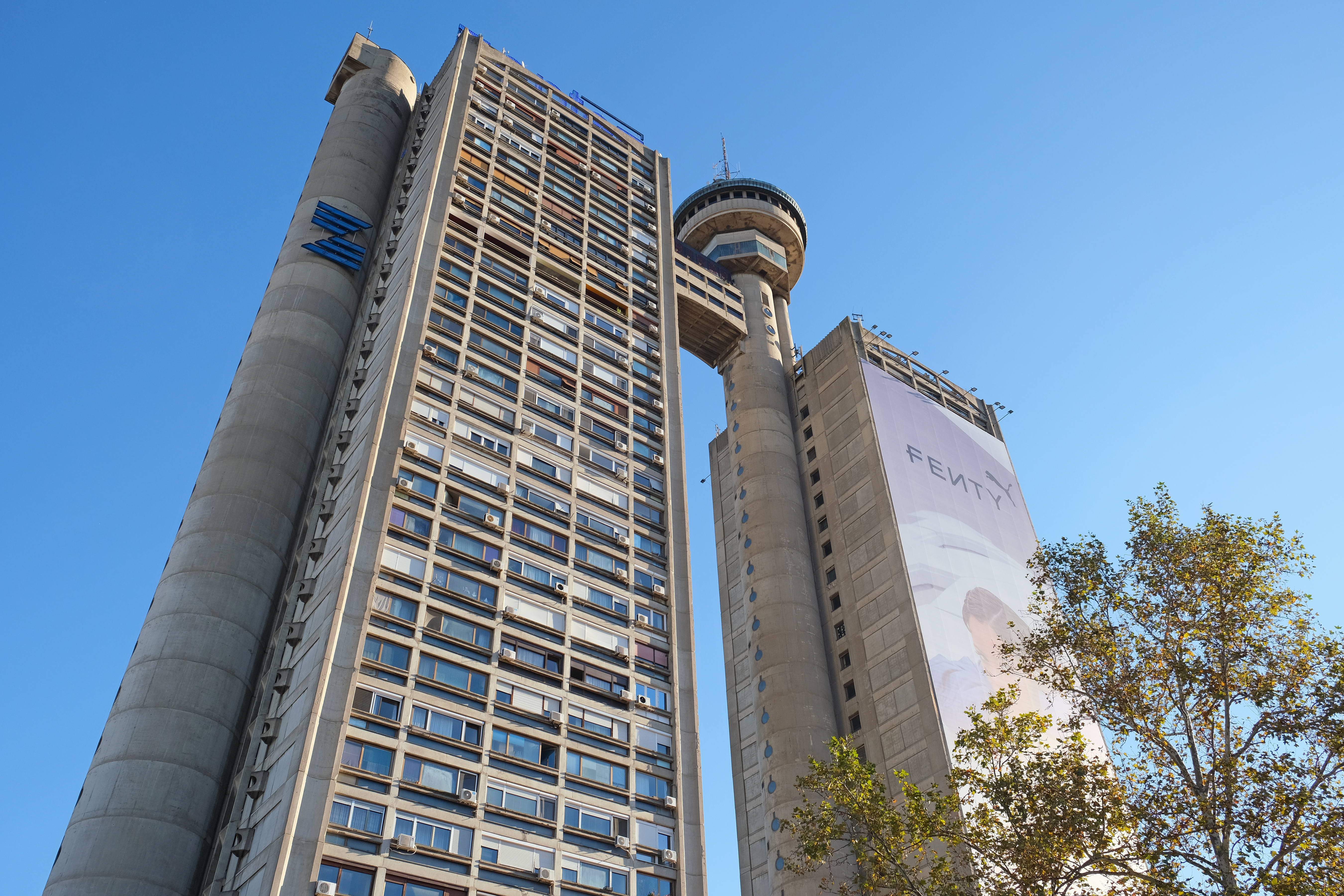